# Франнсен, Якоб
Якоб Рёберг Франнсен (дат. Jakob Røberg Frandsen, Пустой шаблон {{ВД-Преамбула}} ) — датский профессиональный велогонщик.

## Образование и карьера
Якоб Франнсен в 2014 году поступил в университет Орхуса на бакалавриат факультета бизнеса и социальных наук и окончил его в 2020 году, получив сертификат бухгалтера-аналитика. С мая 2017 по сентябрь 2018 года Франнсен проходил студенческую практику в транспортной компании Johs. Sørensen A/S.
С января 2017 по декабрь 2019 года он работал лицензированным инструктором и входил в тренерскую команду велоклуба CK Aarhus, где отвечал за подготовку взрослых велосипедистов.
В августе 2019 года Якоб Франнсен был принят на работу в датское отделение аудиторской компании Deloitte на должность ревизора. С октября 2021 года по август 2023 выполнял обязанности консультанта по цифровым технологиям в той же компании. С августа 2023 года — кроме ревизорских выполняет обязанности финансового консультанта по страхованию в той же компании.

### Достижения
2013
7-й на 2-м этапе U6 Cycle Tour
2015
7-й на Loxam Løbet
9-й на Рейс Горизонт Парк 2 (Horizon Park Race Maidan)
7-й на Rundt om Vandtårnet
5-й на Poul Erik Bech Løbet
2016
3-й на Challenge de Primavera-Manacor
4-й на Bellegem
7-й на Erpe
7-й на Retie
8-й на HAC Løbet
6-й на Три дня на севере — Йёрринг
U6 Cycle Tour
8-й на 4-м этапе
9-й в генеральной классификации
10-й на Skive Gadeløb
7-й на Herning City Gadeløbet
6-й на Bogens Gadeløb
7-й на Vitamin Well GP — Amager Cykle Ring
2-й на Meldgaardløbet
2017
Три дня на севере
5-й в Тю
4-й в Йёрринге
8-й в Ольборге
2-й в генеральной классификации
2-й на Hobro Løbet
2-й на Рейс Горизонт Парк 1 (Horizon Park Race for Peace)
6-й на чемпионате Дании — командная гонка
4-й на Odder CK
6-й на MJ Rengørings løbet
2018
3-й на UCLA Road Race
3-й на CBR Carson Crit-4
Tour de Murrieta
3-й на 2-м этапе
5-й в генеральной классификации
4-й на Ontario Easter Sunday Criterium
4-й на Kingsburg Crit
8-й на Michelob ULTRA Sequoia Cycling Classic
7-й на Kriterium Frederikshøj
8-й на Nyborg — Bording Cup
6-й на Grindsted DCU Cup (NC)

### Рейтинги
| Год                 | 2017   |
| ------------------- | ------ |
| Мировой рейтинг UCI | 1411-й |
| Европейский тур UCI | 905-й  |
|                     |        |
| Источник: UCI       |        |

## Личная жизнь
Якоб Франнсен женат, у него есть ребёнок.